# Episodi di Bleach (sedicesima stagione)

L'eyecatch di Bleach durante la sedicesima stagione

La sedicesima stagione dell'anime Bleach si intitola saga del sostituto Shinigami scomparso (BLEACH 死神代行消失篇?, Burīchi: Shinigami daikō shōshitsu hen) comprende gli episodi dal 343 fino al 366. La regia delle puntate è a cura di Noriyuki Abe e sono prodotte da TV Tokyo, Dentsu e Pierrot. Gli episodi sono adattati dal manga omonimo di Tite Kubo e corrispondono alle vicende narrate dal capitolo 424 al 479. La trama è incentrata sull'incontro tra Ichigo Kurosaki e l'organizzazione Xcution, formata da Fullbringer che affermano di volerlo aiutare a recuperare i suoi poteri. La sedicesima stagione è andata in onda in Giappone dall'11 ottobre 2011 al 27 marzo 2012 su TV Tokyo. L'edizione italiana è stata pubblicata su Prime Video il 25 luglio 2022.
La sedicesima stagione di Bleach utilizza tre sigle: una di apertura, Harukaze delle SCANDAL, e due di chiusura, Re:pray di Aimer (episodi 343-354) e Mask degli Aqua Timez (episodio 355-366).

## Lista episodi
| Nº  | Titolo italiano Giapponese 「Kanji」 - Rōmaji | In onda          | In onda        |
| Nº  | Titolo italiano Giapponese 「Kanji」 - Rōmaji | Giapponese       | Italiano       |
| 343 | Terzo anno delle superiori! Un nuovo capitolo con una nuova divisa! 「高校３年生！装い新たに新章開始！」 - Kōkō 3 nensei! Yosoi arata ni shinshō kaishi! | 11 ottobre 2011  | 25 luglio 2022 |
| 343 | Diciassette mesi dopo la sconfitta di Aizen, Ichigo ha ripreso la sua vita di normale studente del terzo anno delle superiori. Per strada, Kurosaki ferma un ladro che aveva rubato una borsa e la restituisce al proprietario che sembra conoscerlo e che possiede un distintivo da sostituto Shinigami. Il giorno successivo, la banda del ladro si reca alla scuola di Ichigo cercando vendetta, ma i teppisti vengono affrontati da Ishida. Altrove, l'uomo al quale era stata rubata la borsa si incontra con i suoi alleati ai quali conferma di aver individuato il nuovo sostituto Shinigami. |                  |                |
| 344 | Una disputa scolastica?! Ichigo e Uryu combattono fianco a fianco! 「学校間抗争！？一護と雨竜、共闘！」 - Gakkou kan kousou!? Ichigo to Uryū, kyoutou! | 18 ottobre 2011  | 25 luglio 2022 |
| 344 | Ichigo e Uryū non incontrano alcuna difficoltà nello scontro con i teppisti, ma vengono interrotti dal capo di Ichigo che lo trascina via. All'agenzia, si presenta l'uomo al quale Ichigo ha impedito che venisse rubata la borsa, il quale richiede che il ragazzo investighi su Isshin, fingendo di non sapere che si tratti del padre. Ichigo vede sua sorella Karin uscire dal negozio di Kisuke Urahara e, in quel momento, rincontra l'uomo della borsa che dice di chiamarsi Kūgo Ginjō e gli lascia un biglietto da visita con scritto Xcution. Nel frattempo, mentre sta inseguendo un tipo che sembra avere poteri eccezionali, Uryū rimane gravemente ferito. |                  |                |
| 345 | Uryu sotto attacco! Una minaccia si avvicina al gruppo di amici 「襲われた雨竜、仲間達に迫る脅威！」 - Osowa reta Uryū, nakama-tachi ni semaru kyoui! | 25 ottobre 2011  | 25 luglio 2022 |
| 345 | Ichigo, deciso a lasciarsi alle spalle il passato, lancia il suo distintivo da sostituto Shinigami nel fiume. Il ragazzo e Orihime vengono informati dell'attacco subìto da Ishida e lo raggiungono in ospedale. Lì, Ryūken dopo averlo rassicurato sulla salute dell'amico, manda via Ichigo e informa Orihime del fatto che ad assalire suo figlio è stato probabilmente un essere umano. Il giorno successivo anche Keigo Asano e Mizuiro Kojima vengono assaliti e si salvano solo grazie all'intervento di Tatsuki Arisawa. Successivamente, i due vengono di nuovo assaliti e Ichigo, accorso in loro aiuto, incontra l'uomo che ha assalito Ishida che però fugge non appena arriva Ryūken. Kurosaki, rendendosi conto di non poter proteggere i suoi amici senza i suoi poteri, decide di contattare Xcution. |                  |                |
| 346 | Kugo Ginjo, il Fullbringer 「完現術の能力者·銀城空吾」 - Furuburingu no nouryoku sha· Ginjō Kūgo | 1º novembre 2011 | 25 luglio 2022 |
| 346 | Dopo aver contattato Ginjō, Ichigo raggiunge il quartier generale di Xcution, dove scopre che i suoi membri possiedono un'abilità denominata Fullbring che gli consente di manipolare le anime degli oggetti. Questi poteri derivano dalla reiatsu lasciata nei corpi delle loro madri in seguito all'attacco di un Hollow che si è poi tramandata a loro. Sul posto, giunge anche Sado, cosa che sorprende sia Ichigo sia lo stesso Sado. Ginjō rivela dunque che la sua organizzazione ha intenzione di liberare i suoi membri dei loro poteri, che essi considerano un peso, restituendo così le sue abilità ad Ichigo, che grazie ai poteri da Shinigami li può liberare. Quest'ultimo, tuttavia, dichiara che il suo unico scopo è quello di scoprire cosa i suoi amici gli stanno nascondendo. |                  |                |
| 347 | Un pericolo in agguato per la famiglia Kurosaki?! La confusione di Ichigo! 「黒崎家に忍び寄る危機！？一護の迷い！」 - Kurosaki-ka ni shinobiyoru kiki!? Ichigo no mayoi! | 8 novembre 2011  | 25 luglio 2022 |
| 347 | L'uomo che ha assalito Ishida colpisce un Plus che si sta trasformando in Hollow e chiede la sua cooperazione mentre Ichigo, rifiutata l'offerta di Xcution, ritorna a casa. Chad tenta di convincere Ichigo, dicendogli che anche lui si rende conto di aver bisogno dei suoi poteri per proteggere i suoi cari. Mentre sta passeggiando in città, Ichigo si imbatte nell'assalitore di Ishida e, mentre lo sta inseguendo, incontra sua sorella Yuzu. I due vengono attaccati dall'Hollow, ma vengono salvati da Ginjō. Convinto dall'accaduto, Kurosaki ritorna alla sede di Xcution e accetta la loro offerta. In quel momento, Kūgo gli restituisce il distintivo da sostituto Shinigami. |                  |                |
| 348 | Il potere del distintivo da sostituto, l'orgoglio di Ichigo! 「代行証の力、一護の“誇り”！」 - Daikōshō no chikara, Ichigo no "hokori"! | 15 novembre 2011 | 25 luglio 2022 |
| 348 | Dopo essere tornato a casa, Ichigo si reca nuovamente alla sede di Xcution dove inizia il suo allenamento. Il ragazzo viene rimpicciolito e fatto entrare in una casa della bambole grazie al Fullbring di una componente del gruppo, Riruka Dokugamine. Nella casa, Kurosaki deve sconfiggere un uomo che indossa un costume da maialino. Anche un altro membro di Xcution, Giriko Kutsuzawa utilizza il suo Fullbring, facendo sì che l'avversario di Ichigo si trasformi in una creatura notevolmente più aggressiva e impedendo che entrambi escano dalla casa delle bambole. Grazie all'aiuto di Chad, giunto sul posto, Ichigo riesce a capire che il suo distintivo da sostituto è l'oggetto su cui si focalizza il suo Fullbring e ad attivarlo. |                  |                |
| 349 | Le grinfie malefiche mirano al prossimo bersaglio, Orihime! 「次の標的、織姫を狙う魔の手！」 - Tsugi no hyōteki, Orihime o nerau ma no te! | 22 novembre 2011 | 25 luglio 2022 |
| 349 | Ichigo sconfigge l'animale di pezza grazie al suo Fullbring e viene fatto uscire dalla casa della bambole. Altrove, Orihime viene avvicinata da Moe Shishigawara, un ragazzo che dichiara di volerla uccidere. Shishigawara, colpito dall'avvenenza di Inoue non riesce a portare a termine il suo compito, ma, in quel momento, sul posto appare il suo capo, l'uomo che ha assalito Ishida, Shūkurō Tsukishima. Quest'ultimo si appresta a punire il suo sottoposto per aver contravvenuto ai suoi ordini di non cercare di uccidere Orihime, ma quest'ultima si frappone tra i due. |                  |                |
| 350 | L'uomo che ha ucciso il sostituto Shinigami?! Tsukishima si muove 「死神代行を殺した男！？動き出す月島」 - Shinigami daikō o koroshita otoko!? Ugokidasu Tsukishima | 29 novembre 2011 | 25 luglio 2022 |
| 350 | Tsukishima sembra colpire Orihime al petto, ma la ragazza non riporta alcuna ferita. Chad e Ichigo raggiungono la loro amica che, non volendo preoccupare l'ex Shinigami, nega di essere stata attaccata e comincia ad avere un vago ricordo di Tsukishima come suo amico. Resosi conto del fatto che Inoue gli ha nascosto delle informazioni, Ichigo ritorna alla sede di Xcution per proseguire il suo allenamento, riacquistare i suoi poteri e tornare ad essere in grado di aiutare i suoi amici. |                  |                |
| 351 | Fullbring, il potere detestato! 「フルブリング、忌み嫌われた力！」 - Furuburingu, imikirawa reta chikara! | 6 dicembre 2011  | 25 luglio 2022 |
| 351 | Ichigo prosegue il suo allenamento per imparare ad usare il Fullbring e dice di volersi scontrare con uno dei membri di Xcution. Kūgo propone Jackie Tristan, ma la donna si rifiuta e lascia la sede dell'organizzazione. Nel frattempo, Tsukishima incarica Shishigawara di pedinare Chad e nonostante quest'ultimo si accorga di essere seguito, i due non si scontrano. Jackie torna indietro e accetta di affrontare Ichigo dentro un acquario grazie al Fullbring di Riruka. All'interno, la donna attiva il suo Fullbring, Dirty Boots, e attacca l'ex Shinigami. |                  |                |
| 352 | L'assalto di Tsukishima interrompe l'allenamento! 「月島、強襲！妨害された修行」 - Tsukishima, kyōshū! Bōgai sareta shugyō | 13 dicembre 2011 | 25 luglio 2022 |
| 352 | Nell'acquario, Ichigo e Jackie proseguono il loro scontro. Inizialmente, il ragazzo sembra essere in difficoltà, ma riesce a sorprendere la sua avversaria aumentando la sua velocità grazie alla Bringer Light. Ichigo sembra perdere il controllo del suo Fullbring, ma nonostante questo chiede a Jackie di proseguire lo scontro. Nel frattempo, Tsukishima irrompe nella sede di Xcution e distrugge l'acquario, liberando Ichigo e Jackie. Uscito dal luogo dell'allenamento, Ichigo appare avvolto dal suo Fullbring che ha acquisito l'aspetto della sua vecchia tenuta da Shinigami. |                  |                |
| 353 | Padroneggia il Fullbring, Ichigo! 「一護、完現術を使いこなせ！」 - Ichigo, Furuburingu jutsu o tsukai konase! | 20 dicembre 2011 | 25 luglio 2022 |
| 353 | Chad attacca Tsukishima nel tentativo di impedire che questi faccia sapere ad Ichigo di essere il responsabile degli attacchi a Ishida e Orihime. Il ragazzo, tuttavia, capisce comunque e comincia a battersi con il Fullbringer che si dimostra ben presto di gran lunga superiore. Kūgo interviene nello scontro riuscendo a respingere l'avversario più efficacemente di Ichigo. Quest'ultimo, frustrato dal suo inadeguato livello di potenza, riparte all'attacco e riesce a ferire lievemente Tsukishima. In quel momento, tuttavia, appare Yukio Hans Vorarlberna che racchiude Ichigo in una dimensione alternativa usando il suo Fullbring, Invaders Must Die, per evitare che egli si scontri con Tsukishima senza aver del tutto padroneggiato il suo Fullbring. |                  |                |
| 354 | Ichigo contro Kugo, lo spazio di gioco! 「一護vs銀城、ゲームの空間へ」 - Ichigo vs Ginjō, gēmu no kūkan e | 27 dicembre 2011 | 25 luglio 2022 |
| 354 | Tsukishima decide di ritirarsi e i Fullbringer si spostano verso un nuovo quartier generale dove Ichigo prosegue il suo allenamento all'interno di un'area di gioco creata dal Fullbring di Yukio. Nel frattempo, Orihime va a far visita a Ishida e lo guarisce usando i suoi poteri. Di ritorno dall'ospedale, Inoue incontra Chad che la conduce presso la nuova sede di Xcution dove la ragazza aiuta Ichigo a riprendersi dalle ferite riportate durante l'allenamento. Altrove, Urahara e Isshin sembrano lavorare a qualcosa e chiedono la collaborazione di uno Shinigami che si rivela essere Rukia. |                  |                |
| 355 | Gli Shinigami entrano in azione! Anche la Seireitei ha il suo speciale di Capodanno! 「死神参戦！瀞霊廷もお正月ＳＰ！」 - Shinigami sansen! Seireitei mo oshōgatsu SP! | 10 gennaio 2012  | 25 luglio 2022 |
| 355 | Durante i 17 mesi successivi alla sconfitta di Aizen, Kira, Hisagi e Hinamori partecipano ad una festa durante la quale scoppia il caos. Kira tenta, senza successo, di fermare i combattimenti, ma finisce solamente per causare l'ira del capitano comandante Yamamoto. Nello stesso periodo, Rukia si prepara a partecipare ad una danza cerimoniale alla quale aveva preso parte in precedenza sua sorella. Renji cerca di aiutarla con i preparativi, ma finisce per sporcare il kimono cerimoniale e farsi cacciare dall'amica. Byakuya, tuttavia, dà a Rukia un altro kimono e la ragazza si rende conto delle buone intenzioni di Renji. Quest'ultimo riceve una lettera di scuse e va ad assistere alla danza cerimoniale che si rivela un gran successo. |                  |                |
| 356 | Amico o nemico? Il vero volto di Ginjo! 「敵か味方か！？銀城の見えない心！」 - Teki ka mikata ka!? Ginjō no mienai kokoro! | 17 gennaio 2012  | 25 luglio 2022 |
| 356 | Ichigo continua ad allenarsi assieme a Ginjō mentre Orihime lo supporta curandolo. Tuttavia, quando Kūgo lo acceca e comincia ad insultarlo per farlo arrabbiare, l'ex Shinigami comincia a dubitare delle sue buone intenzioni. Quando il Fullbringer arriva persino a minacciare di uccidere Chad e Orihime, Ichigo riesce a percepire l'energia spirituale. Grazie ad essa riesce a individuare Ginjō e a colpirlo col suo Fullbring che, così facendo, raggiunge il suo pieno sviluppo. A quel punto, Kūgo si scusa spiegando che quello era l'unico modo per fagli ottenere la forma finale del suo Fullbring. |                  |                |
| 357 | Una minaccia incombe... l'abilità di Tsukishima! 「忍び寄る脅威…月島の能力！」 - Shinobiyoru kyoui...Tsukishima no nōryoku! | 24 gennaio 2012  | 25 luglio 2022 |
| 357 | Ichigo continua ad allenarsi con Ginjo, mentre Riruka sembra affezionarsi ad Orihime. Quest'ultima e Sado tornano a scuola, venendo seguiti proprio dalla Fullbringer. Quando i due si dirigono alla scuola superiore "rivale" per cercare Shishigwara, così da trovare Tsukishima, questi prima attacca Riruka e poi sconfigge Orihime e Sado dopo averne distorto i ricordi col suo Fullbring. |                  |                |
| 358 | L'assalto improvviso a Ginjo! 「激突！？銀城を襲うＸＣＵＴＩＯＮ」 - Gekitotsu!? Ginjō o osō XCUTION | 31 gennaio 2012  | 25 luglio 2022 |
| 358 | Uryuu avverte la presenza della reiatsu del suo assalitore, Tsukishima, anche sui suoi compagni di classe, oltre che sul terreno dello scontro con Orihime e Sado. Ginjo spiega che l'allenamento che Ichigo sta seguendo ha lo scopo di unire i poteri del suo Fullbring con quelli di Shinigami, così da renderlo molto più forte: il Fullbring di Ichigo, ora completo, si presenta come un'uniforme bianca e nera diversa da quella da Shinigami, mentre il distintivo da sostituto diventa l'elsa di una spada. Ginjo viene attaccato dagli altri quattro membri di Xcution, mentre Tsukishima è stato accolto da Yuzu e Karin dopo aver manipolato i loro pensieri ed essersi fatto passare per un loro cugino. Dopo che anche i compagni di Ichigo giungono a casa sua vittime del potere del Fullbringer, Ichigo lo colpisce e scappa, venendo raggiunto a casa della sua datrice di lavoro. Ginjo successivamente lo raggiunge e gli comunica che sono tutti sotto il controllo di Tsukishima. |                  |                |
| 359 | Una triste battaglia! Ichigo contro Sado e Orihime! 「哀しみの戦い！一護VS茶渡＆織姫！」 - Kanashimi no tatakai! Ichigo VS Sado & Orihime! | 7 febbraio 2012  | 25 luglio 2022 |
| 359 | Ichigo e Ginjo scappano da casa del primo e si nascondono in un rifugio di quest'ultimo. Qui Ginjo avanza l'ipotesi secondo la quale il Fullbring di Tsukishima gli consente di entrare nel passato delle sue vittime, facendo sì che queste lo riconoscano come un loro amico di lunga data; vengono tuttavia intercettati da Yukio, il quale li conduce nella villa nel bosco di Tsukishima. Qui si sono radunati gli amici di Ichigo, le sue sorelle e la sua datrice di lavoro, tutti sotto l'effetto di Book of the End: il ragazzo, sopraffatto dalla rabbia, si getta allora contro il Fullbringer. Nello stesso tempo Ginjo, dopo aver isolato la stanza in cui stanno combattendo i due, comincia a combattere con gli altri membri di Xcution. Dopo un iniziale vantaggio dato dai suoi rapidissimi miglioramenti, Ichigo si trova a dover combattere contro Orihime e Chad, pronti a difendere Tsukishima a causa di Book of the End. |                  |                |
| 360 | Ichigo contro Uryu! Chi è il traditore?! 「一護VS雨竜！？裏切り者は誰だ！」 - Ichigo VS Uryū!? Uragirimono wa dare da! | 14 febbraio 2012 | 25 luglio 2022 |
| 360 | Lo scontro tra Ichigo e Tsukishima continua, mentre Ginjo, dopo essere sfuggito agli altri membri di Xcution e a Shishigawara, il cui Fullbring si chiama Jackpot Knukle, raggiunge gli altri due. Chad e Orihime si intromettono ancora, finché non sopraggiunge sul luogo dello scontro anche Uryu. Questi rivela a Ichigo che il suo assalitore non è Tsukishima, ma Ginjo: questi allora attacca alle spalle Ichigo, mentre Tsukishima colpisce il Quincy. Ginjo, dopo aver fuso il suo distintivo da sostituto Shinigami con la sua spada, trafigge Ichigo, affermando che ora il Fullbring di quest'ultimo è suo. |                  |                |
| 361 | Colpo di scena! Arriva il Gotei 13! 「新たな姿！護廷十三隊、見参！」 - Arata na sugata! Gotei jūsan tai, kenzan! | 21 febbraio 2012 | 25 luglio 2022 |
| 361 | Uryu si ricorda che Ginjo e Tsukishima, dopo averlo attaccato, avevano progettato tutti gli eventi poi verificatesi; Tsukishima rivela inoltre di aver usato Book of the End per inserirsi prima nel passato di Ginjo come un nemico, e poi in quello dei membri di Xcution come alleato, il tutto per colpire Ichigo. Ginjo, tramite la sua spada, assorbe il Fullbring di Ichigo; questi, un attimo dopo avergli intimato di restituirgli i suoi poteri, viene trafitto alle spalle da Rukia, accompagnata da Urahara e Isshin, che così facendo gli restituisce i suoi poteri da shinigami sebbene il suo aspetto sia in parte diverso dalla prima forma da shinigami. A questo punto giungono sulla terra anche Byakuya, Ikkaku, Toshiro, Kenpachi e Renji, il quale afferma che la katana con cui Rukia ha restituito i poteri a Ichigo è composta dalla reiatsu di tutti loro. La shinigami, inoltre, dice a Ginjo che quello che lui ha rubato era solo il potere superficiale di Ichigo: questi si lancia contro Ginjo dimostrandosi nettamente superiore. |                  |                |
| 362 | Ritorno! Il sostituto Shinigami Ichigo Kurosaki! 「復活！死神代行･黒崎一護！」 - Fukkatsu! Shinigami daikō Kurosaki Ichigo! | 28 febbraio 2012 | 25 luglio 2022 |
| 362 | Ichigo si rende conto che i suoi poteri sono frutto della reiatsu di tutti gli ufficiali del Gotei 13 e non solo: il comandante Yamamoto, infatti, sebbene non ne approvasse i metodi, si ritenenva in debito con Ichigo, e per questo decise di fare un'eccezione alla legge che vieta il trasferimento di poteri; il secondo motivo della delega è costituito dalla pericolosità di Ginjo, che Toshiro rivela essere il primo Shinigami delegato. Orihime e Chad, avvertita la disperazione di Ichigo, giungono sul luogo dello scontro, ma, a causa di Book of the end, non comprendono perché i cinque shinigami della Soul Society si siano schierati con Ichigo; Tsukishima tenta di confonderli ancora di più, ma Urahara e Isshin li fanno svenire e li salvano, così come hanno già fatto con gli altri. I quattro membri di Xcution raggiungono il campo di battaglia e Ginjo, come pattuito, concede loro una parte del potere di Ichigo, sebbene Riruka non la desiderasse. Yukio, grazie ai suoi nuovi poteri, divide i combattenti in ambienti separati: le coppie così formate sono Yukio-Toshiro, Ikkaku-Shishigawara, Kenpachi-Giriko, Byakuya-Tsukishima, Riruka-Rukia e Renji-Jackie. Ichigo continua invece a combattere con Ginjo. |                  |                |
| 363 | Scontro accanito! Shinigami contro Xcution! 「激闘！死神vsXCUTION！」 - Gekitō! Shinigami tai Ekusukyūshon! | 6 marzo 2012     | 25 luglio 2022 |
| 363 | Uryu, dopo essere stato curato da Rukia, si unisce allo scontro tra Ichigo e Ginjo, chiedendo scusa al primo per non avergli comunicato le sue teorie su un possibile precedente shinigami sostituto, maturate dopo aver ascoltato la storia del capitano Ukitake sullo stemma da sostituto shinigami. Byakuya definisce "spregevole" il potere di Tsukishima, Ikkaku si riprende senza problemi da un colpo di Shishigawara e Renji stende, con un solo colpo del manico di Zabimaru, Jackie; rifiutandosi di ucciderla, lo shinigami non riesce ad uscire da Invaders Must Die: allora la donna, colpita dalla morale del vice-capitano, decide di farsi esplodere così da salvarlo dalla dimensione creata da Yukio. Questi viene raggiunto nella sua stanza di coordinamento da Toshiro, il quale, dopo averlo sconfitto, gli propone di avere salva la vita in cambio dell'annullamento di Invaders Must Die. Ikkaku riesce a sconfiggere Shishigawara a mani nude, poiché il potere di quest'ultimo di fare jackpot con un colpo solo diminuisce se usato più volte in successione. |                  |                |
| 364 | Una situazione disperata?! I ricordi turbati di Byakuya 「絶体絶命!?記憶を挟まれた白哉」 - Zettai Zetsumei!? Kioku o Hasamareta Byakuya | 13 marzo 2012    | 25 luglio 2022 |
| 364 | Ikkaku convince Shishigawara che rischiare la sua vita per qualcuno che non farebbe altrettanto (cioè Tsukishima) sarebbe un'idiozia. Quest'ultimo e Byakuya hanno ormai compreso i poteri l'uno dell'altro, e il Fullbringer riesce ad utilizzare Book of the End sul terreno dello scontro, creando diverse trappole, su Senbonzakura e sullo stesso Byakuya. Riruka riesce ad intrappolare Rukia in un coniglietto di peluche e a spiegarle i motivi che hanno spinto i membri di Xcution a seguire Ginjo, cioè il non voler più essere una minoranza. Rukia afferma di capire il suo punto di vista, ma che comunque non può permettere che i suoi amici siano messi in pericolo; Riruka allora la tira fuori dal pupazzo, utilizza una strana tecnica e sparisce. Byakuya utilizza il Bankai per cercare di colpire Tsukishima anche quando questo si trova dentro la "zona di sicurezza" (una zona di circa 85 cm di diametro dentro la quale, per la sicurezza di Byakuya, le lame di Senbonzakura non entrano), ma finisce per ferirsi gravemente al braccio: in realtà Byakuya, con questo stratagemma, riesce ad afferrare alcune lame di Senbonzakura e a trafiggere velocemente al petto Tsukishima, che invece si aspettava che il capitano passasse al Kido. |                  |                |
| 365 | Ichigo VS Ginjo! Il segreto del distintivo da sostituto Shinigami 「一護VS銀城！代行証の秘密」 - Ichigo tai Ginjō! Daikōshō no himitsu | 20 marzo 2012    | 25 luglio 2022 |
| 365 | Uryu si accorge che Ginjo non ha rubato soltanto il Fullbring di Ichigo, ma anche parte della sua reiatsu e probabilmente tutte le sue abilità: proprio per questo motivo, Ginjo riesce a lanciare un Getsuga Tensho contro Ichigo. I sei shinigami inviati dalla Soul Society si riuniscono, ma Yukio non riesce a eliminare la dimensione dentro la quale stanno combattendo Ichigo e Ginjo perché, dopo aver scambiato parte dei suoi poteri con lui, questi ha posto il vincolo che Yukio non sarebbe intervenuto a meno di un ordine esplicito. Ginjo, riferiti ad Ichigo la sconfitta di Tsukishima e l'esito che avrebbe la morte di quest'ultimo (cioè il ritorno alla normalità dei ricordi delle vittime di Book of the End), gli rivela che lo stemma da Shinigami delegato non è altro che uno strumento con cui la Soul Society assorbe, analizza e controlla la sua reiatsu: non, dunque, il riconoscimento dell'autorità di Ichigo, ma un becero guinzaglio con cui controllarlo; indica inoltre il responsabile di tutto questo nel capitano Ukitake. Ichigo, infuriato, ricorre al Bankai, che, con la sua sola reiatsu, riesce a rompere la dimensione di Invaders Must Die; il sostituto Shinigami riconosce di aver avuto dei dubbi su Ukitake, ma anche che se avesse voluto ingannarlo ci sarebbe riuscito comunque. Ginjo, allora, ricorre anche lui al Bankai. |                  |                |
| 366 | Storie che cambiano, cuori immutabili 「変わりゆく歴史、変わらぬ心」 - Kawariyuku rekishi, kawaranu kokoro | 27 marzo 2012    | 25 luglio 2022 |
| 366 | I capitani decidono di fare ritorno alla Soul Society poiché hanno verificato che Ichigo, nonostante le rivelazioni di Ginjo, è ancora lo stesso. Ichigo riesce infine a sconfiggere Ginjo, ma un redivivo Tsukishima tenta di attaccarlo alle spalle: fra i due si frappone Riruka, che si era nascosta dentro Rukia. La Fullbringer suggerisce a Tsukishima di guardare in faccia la realtà: Ginjo li aveva salvati, ma loro non erano stati capaci di fare altrettanto, mentre Ichigo sì. Yukio, una volta liberato, incontra Jackie, ormai priva dei suoi poteri, dopo che questa ha seppellito Giriko. Shishigawara porta via Tsukishima, mentre Riruka si sveglia vicino ad Orihime dopo essere stata salvata da Urahara, per poi fuggire. Ichigo ottiene un'udienza col comandante Yamamoto nella Soul Society per chiedere che il corpo di Ginjo, recuperato da Renji, venga seppellito sulla terra, richiesta che viene accolta in quanto Ichigo ha deciso di restare lo Shinigami sostituto. Al suo ritorno sulla terra, Ichigo trova ad accoglierlo tutti i suoi amici e familiari. |                  |                |

## DVD

### Giappone
Gli episodi della sedicesima stagione di Bleach sono stati distribuiti in Giappone anche tramite DVD, quattro o cinque per disco, da febbraio 2012 a gennaio 2013.
| N° | Data              | Dischi | Episodi |
| -- | ----------------- | ------ | ------- |
| 1  | 22 agosto 2012    | 1      | 343-346 |
| 2  | 26 settembre 2012 | 1      | 347-350 |
| 3  | 24 ottobre 2012   | 1      | 351-354 |
| 4  | 21 novembre 2012  | 1      | 355-358 |
| 5  | 19 dicembre 2012  | 1      | 359-362 |
| 6  | 23 gennaio 2013   | 1      | 363-366 |